# (2691) Sérsic
(2691) Sersic es un asteroide perteneciente al cinturón de asteroides, descubierto el 18 de mayo de 1974 por el equipo del Observatorio Félix Aguilar desde el Complejo Astronómico El Leoncito, San Juan, Argentina.

## Designación y nombre
Designado provisionalmente como 1974 KB. Fue nombrado Sersic en honor al astrónomo argentino José Luis Sérsic.